# Luca Toni
Luca Toni, Cavaliere Ufficiale OMRI (Modena, 26. svibnja 1977.), bivši je talijanski nogometaš i reprezentativac. Najveći uspjeh je imao u dresu Fiorentine.

## Karijera

### Klupska karijera
Toni je profesionalni nogomet počeo igrati u Modeni. Nakon toga, proveo je mnogo godina u Serie B i Serie C1, igrajući za (između ostalih) Empoli, Fiorenzuolu i Lodigiani. Nakon sezone u Trevisu, 1999. se godine premjestio u klub Vicenza Calcio, koji je nastupao u Serie A. Zaitm je otišao u Bresciu Calcio, gdje je igrao dvije sezone uz Roberta Baggia. 2003. godine, odlazi u drugoligaša Palermo, s kojim se vratio u Serie A. Tada je odigrao i prvi susret reprezentacijom (18. kolovoza 2004.). U Kupu UEFA, za Palermo je zabio 20 golova.
Toni se nakon Palerma preselio u prvoligaša Fiorentinu za 10 milijuna €. U prvoj sezoni, za viole je postigao nevjerojatna 31 pogotka, i postao je jedan od najbolljih strijelaca Serie A ikad. Odveo je klub do četvrtog mjesta i Lige prvaka, no klub je kažnjen zbog skandala iz 2006./07. sezone. Sljedeću je sezonu obilježila njegova ozljeda, no ipak je postigao 16 pogodaka. To mu je ujedno bila i zadnja sezona u talijanskom klubu, jer je njemački div Bayern München ponudio veliku svotu novca za Lucu Tonija, što je pomoglo Fiorentini potkrijepiti financijske dugove.
30. svibnja 2007., član uprave Bayern Münchena, Karl-Heinz Rummenigge, potvrdio je da je Toni potpisao četverogodišnji ugovor s Bavarcima vrijedan 11 milijuna €. 7. lipnja, Toni je predstavljen kao novi igrač Bayerna na pres-konferenciji zajedno s novopridošlim Franckom Ribéryjem. Toni je dobio dres s brojem devet. U prvoj sezoni, pomogao je klubu "doseći" polufinale Kupa UEFA, kao i naslov prvaka Bundeslige, te osvajanje kupa. Sezone 2008./09., postigao je 13 golova u ligi, ali je zadobio i ozljedu u drugom dijelu sezone.
Nakon posudbe u Romu i sezone provedene u Genoi, Toni odlazi u talijanski Juventus u zimskom prijelaznom roku sezone 2010./2011.
U zimskom prijelaznom roku sezone 2011./2012. Toni odlazi u Dubai, točnije u Al Nassr FC.

### Reprezentacija
Toni je za talijansku reprezentaciju debitirao 18. kolovoza 2004. u prijateljskoj utakmici protiv Islanda. Prvi reprezentativni pogodak je postigao u kvalifikacijama za Svjetsko prvenstvo 2006., u utakmici protiv Norveške, 4. rujna 2004. U prijateljskoj utakmici protiv Ekvadora, postao je kapetan reprezentacije, jer Fabio Cannavaro (kapetan) i ostali iskusni igrači nisu nastupili. Za Italiju je nastupao i na Svjetskom prvenstvu 2006. u Njemačkoj, a najzapaženiji je bio u četvrtfinalnoj utakmici protiv Ukrajine, u kojoj je postigao dva pogotka. Pozvan je i na dvije godine kasnije održano Europsko prvenstvo, no zabio je samo jedan gol, i njegova je forma bila razočaravajuća. Zadnje utakmice za reprezentaciju je odigrao u kvalifikacijama za Svjetsko prvenstvo 2010. u Južnoafričkoj Republici.

## Nagrade i uspjesi

### Klupski uspjesi
- Serie B: 2003./04.
- Bundesliga: 2007./08.
- DFB-Pokal: 2008.
- DFB-Ligapokal: 2007.

### Reprezentativni uspjesi
- SP u nogometu: 2006.

### Osobni uspjesi
- Najbolji strijelac Serie A: 2005./06.
- Najbolji strijelac Serie B: 2003./04.
- Europska zlatna kopačka: 2005-06
- Najbolji strijelac Bundeslige: 2007./08.
- Najbolji strijelac Kupa UEFA: 2007./08.
- Najbolja momčad SP-a: 2006.

## Vanjske poveznice
- Službena stranica  Arhivirana inačica izvorne stranice od 4. ožujka 2012. (Wayback Machine) (tal.)
- Reprezentativna statistika  Arhivirana inačica izvorne stranice od 26. prosinca 2008. (Wayback Machine) na FIGC.it (tal.)
- Profil i statisika na FootballDatabase.com (engl.)
- Toni al Bayern: "L'ho fatto per Firenze", RealSoccer.it, 30. svibnja 2007. (tal.)
- Bomber italiani.... addio... , Realsoccer.it, 18. srpnja 2007. (tal.)